# 番紅花 (雑誌)
『番紅花』（さふらん）は、大正時代に刊行された女性による婦人月刊誌・文芸雑誌。「青鞜」の同人であった尾竹紅吉こと尾竹一枝が「青鞜」退社後に創刊した。

## 概要
青鞜社を退社した尾竹一枝が、神近市子、小林哥津らとともに「純芸術雑誌」を標榜して1914年（大正3年）3月に刊行。月刊誌として東西の音楽、演劇、美術等を掲載。表紙を担当した富本憲吉と一枝の結婚により、8月の第6号をもって自然廃刊となった。
編集を担当した同人は神近、小林のほか、小笠原貞、声楽家の原信子、新劇女優の松井須磨子（第2号以後は、八木麗子（宮嶋麗子）に変わった）。
森鷗外や武者小路実篤、与謝野晶子など著名作家からの寄稿、また松井や原などによる演劇論や海外歌劇の紹介などが特徴的な文芸雑誌となっている。
その一方で、一枝らによる女性同士の親密な関係をテーマとした文学作品も多く見られる。この文脈において、山川菊栄による初の翻訳であるカーペンターの『中性論』が掲載されたことをもって、女性同性愛の社会的承認をも求めていたとみられており、この観点から「クィア研究」においても評価されている。
1984年3月に不二出版より「『番紅花』解題・総目次・索引」をつけた復刻版が刊行されている。

## 経緯
「新しい女」とメディアに書きたてられた責任をとる形で、一枝が青鞜を退社したのは1912年11月。その後一枝は生田長江の家に滞在する形で画業に専念。この時書いた「枇杷の実」が13年4月の巽会賞を受賞し、破格の値がついて300円を得る。この賞金を原資に雑誌を創刊することに思い至り、松井の楽屋に集まった同人で雑談をする中から創刊を決める。
「番紅花」と誌名を決めたのも松井の楽屋で14年1月。2月には一枝は書面で森鷗外への面会を申し込み翌日に訪れている。一枝に会った鷗外は、よほどよい印象受けたようで、すぐに「サフラン」を送付する。文中では、早春の花よりも早く咲くサフランのその成長力を、一枝や「番紅花」の同人たちの自立と自己表現に向けた祝福の言葉に重ねている。また「名を聞いて人を知らぬと云ふことが随分ある」という書き出しからも、「青鞜」の尾竹紅吉として世間に宣伝された印象とは異なる一枝の姿を見たとされる。鷗外はその後も新しい女を応援するかのように「海外通信」を寄稿した。一枝との出会いが、その後の鷗外の作品に登場する女性に変化をもたらし、「安井夫人」などにみられる主体性を持った女性像を描くきっかけになったという見方もある。
「青鞜」時代の表紙絵も担当していた富本憲吉に、「番紅花」の表紙絵も依頼する。1号と2号の表紙絵は「壷」。3号からは憲吉自画自彫の「人魚のよろこびと花をまつ蒲英の葉」。この3号からの表紙絵の刷新を契機として、一枝と憲吉とのやりとりは多くなり、4号（14年6月）の「編輯室より」にて「尾竹さんは頻に奈良に行きたがつている」とされ、5号・6号の「編輯室より」では一枝は筆をとっておらず、このころからすでに憲吉との結婚すなわち奈良への往復に心が傾いていたとみられる。1914年8月号（6号）の末尾には、次号の予告も記されているが、ついぞ7号は刊行されず、自然廃刊となった。一枝と憲吉はこの年の10月に結婚した。
尾竹一枝の「思いつき要素の多い個人誌的性格の雑誌」ともいわれる「番紅花」は、尾竹紅吉という筆名であった「青鞜」の時代の一枝から、後に人間国宝となる陶芸家富本憲吉とともに人生を歩むことになる富本一枝という、二つの人生の間の、一枝自身を体現する雑誌であった。

## 執筆者
復刻版（不二出版 1984年刊）の総目次による。同人・寄稿・画それぞれ登場順。「編輯室にて」（1～3号）「編輯室より」（4～6号）の記名はすべて【】で記載する。

### 同人
- 尾竹一枝 - 詩「私の命」1号[16]、手紙形式の小説「自分の生活」1号[17]、小説「Cの競争者」3号、随筆「草と小鳥と魚と神様」4号[18]、など掲載。【をだけ・かづゑ 1号、リツスラー 2号・3号、オダケカヅエ 2号、カヅエ 4号】
- 原信子 - 創刊号に「プチニーの歌劇」「今日の歌劇（感想）」、2号・3号に「米国歌劇界」（マリー）名義ほか。【マリー 2号】
- 神近市子 - 4号に小説「N氏のマニユスクリプト」のほか毎号小説を掲載。【市 1号・3号・4号】
- 小笠原貞 - 創刊号に「さふらんの香」（小笠原貞）、2号に「姉と妹」（小笠原さだ）の2編の小説を掲載。【小笠原さだ 1号】
- 小林哥津 - 2号・5号を除いて毎号戯曲と小説を執筆。【哥津 2号・5号】
- 松井須磨子 - 創刊号に「復活劇の梗概」1号を載せ、大人気を博した歌劇「復活」の経緯を伝えている[14]ほか、「最近の不平」（松井すま子）4号では、演劇界での活躍において「女の癖に」と女性差別・蔑視にあったことに抗議する[19]文章を載せている。
- 八木麗子 - 創刊号に短歌「妹のうた」（八木うら）、4号に小説「別れの手紙」（八木うら）、6号に小説「C夫人の或る朝」（八木麗）などを掲載。【麗 2号、八木麗 5号・6号】

### 寄稿
- 森鴎外 - 創刊号に刊行を記念する随筆「サフラン[10]」（森林太郎）を寄せたのをはじめ、小説（メルヒオル・レンジェル著の「毫光」2号）や戯曲（ダンセイニの「忘れてきたシルクハット」5号）の翻訳を寄稿した。海外の傑出した女性の活動を紹介する「海外通信」も筆名（Ｏ・Ｐ・Ｑ）名義で5号を除き毎号寄稿。
- 尾竹福美 - 尾竹一枝の妹。創刊号に短歌「春の歌」（尾竹ふくみ）など3編を掲載。
- 武者小路実篤 - 「美術に就いての雑感」1号。
- 蘭五三子 - 詩「雪夜曲」1号。
- 八木さわ子 - 八木麗子の妹。短歌「姉のうた」（八木さわ 1号）、詩「断章」（八木さわ子 3号）ほか。
- 菅原初 - 「青鞜」にも2作品掲載しているが、生没年経歴不明の作家。詩「雪のふる日」1号、小説「動揺」[20]4号・5号、小説「免職の日迄」6号の3作品が掲載されている。
- 阿部次郎 - 「レオナルドー・ダ・ヰ゛ンチの言葉」2号。
- 山川菊栄 - カーペンター著 「中性論（英語版）」（青山菊栄訳 3号・4号・5号）[21]。ほかに、ウラジーミル・コロレンコの 小説「マカールの夢」（2号）、「盲楽師」（4号・5号・6号）の翻訳がある（いずれも青山菊栄訳）。
- 岡田八千代 - 小説「さようなら」（伊達虫子 2号）、ほか各号に詩なども。【虫子 3号】
- 佐藤春夫 - オスカー・ワイルド著「いい小説家といい息子と」訳 2号。
- 田村俊子 - 小説「若葉を渡る風」3号。
- 浅井三井 - 尾竹一枝・尾竹福美に次ぐ妹。有島武郎との書簡がある。詩「西班牙物語ルイザ姫様の詩」（浅井三ツ井）4号、「果物うりの若者のうたと白い鳩の死」（浅井みつい）6号。
- 小山内薫 - 「レツシング座で見た芝居」5号。
- 松居松葉 - 「女優片々草」（松居駿河町人） 5号。
- 小沢愛圀 - 「人形芝居について」5号。
- 与謝野晶子 - 詩「蟬」6号。
- 長谷川時雨 - 戯曲「月に住む人」（時雨）6号。

### 画
- 富本憲吉 - 表紙絵「壷」（1号・2号）、「人魚のよろこびと花をまつ蒲英の葉」（3号～6号）。扉絵「歌ひかつ昇りゆく雲雀と咲かぬタンポポ」。扉絵「温暖」（2号）。裏表紙「女の顔」。
- 恩地孝四郎 - 2号以後のサフランを図案化したカット。
- 小林徳三郎 - 創刊号の扉絵とカット。